# 薩馬拉地鐵
薩馬拉地鐵（俄語：Самарское Метро）是俄羅斯薩馬拉的城市軌道交通系統，開業於1987年，为俄罗斯第五个落成的地铁，同时也是苏联史上的第十二个地铁系统。目前薩馬拉地鐵有一條路線，並擁有10座車站。路線總長度約為12.6公里，是俄罗斯目前最短的地铁系统。

## 歷史
薩馬拉是俄羅斯薩馬拉州首府、伏爾加河上的港口，1935年為紀念蘇聯領導人瓦列里安·古比雪夫，改名為「古比雪夫」，1941年至1943年之間是蘇聯的戰時陪都。古比雪夫地鐵項目的第一個計畫于1942制定，由於二戰，該項目沒有實施，但建設了一些地下隧道、設施，被之後的地鐵線路使用。
1977年11月蘇聯部長會議終於批准了古比雪夫地鐵項目的開發。1980年古比雪夫地鐵開始建設，並計劃於1987年十月革命70週年之際開通古比雪夫地鐵的第一條線路。1987年12月26日古比雪夫地鐵首段開通。
1991年蘇聯解體，古比雪夫恢復舊名為薩馬拉，但俄羅斯私有化導致的財政困難導致建設速度極其緩慢。2013年10月11日，薩馬拉地鐵宣布以1964年至1982年擔任古比雪夫人民代表執行委員會主席的阿列克謝·羅索夫斯基的名字冠名。2014年12月26日阿拉賓斯卡亞站舉行開幕式，是薩馬拉地鐵最新開通的車站，但該站直到2015年2月1日才開放旅客使用。

## 路線
| # | 名稱  | 開通年份 | 最近延伸 | 兩端車站                  | 長度 (km) | 車站總數 |
| - | ----- | -------- | -------- | ------------------------- | --------- | -------- |
| 1 | 1號線 | 1987     | 2014     | 阿拉賓斯卡亞 - 永戈羅多克 | 12.6      | 10       |

## 車輛

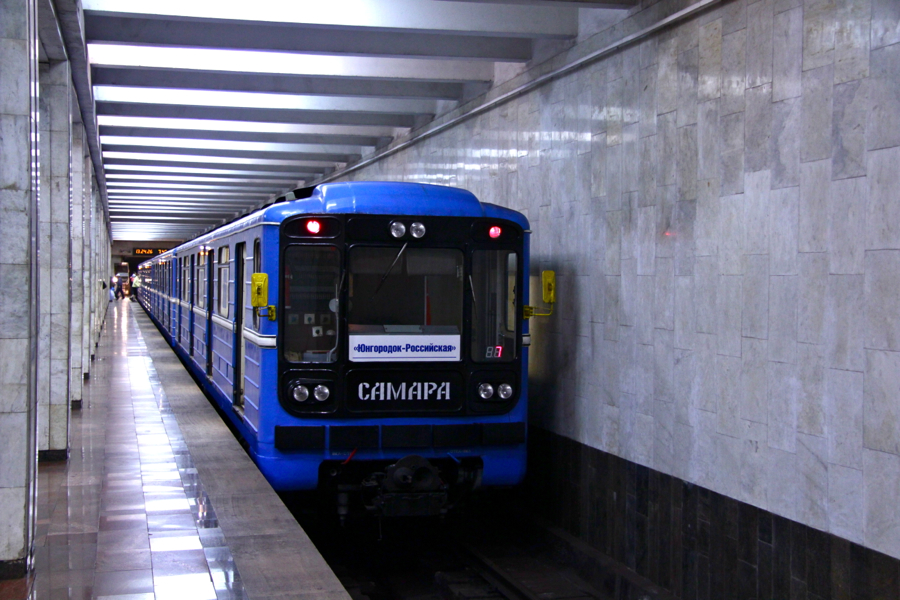
81-717/714
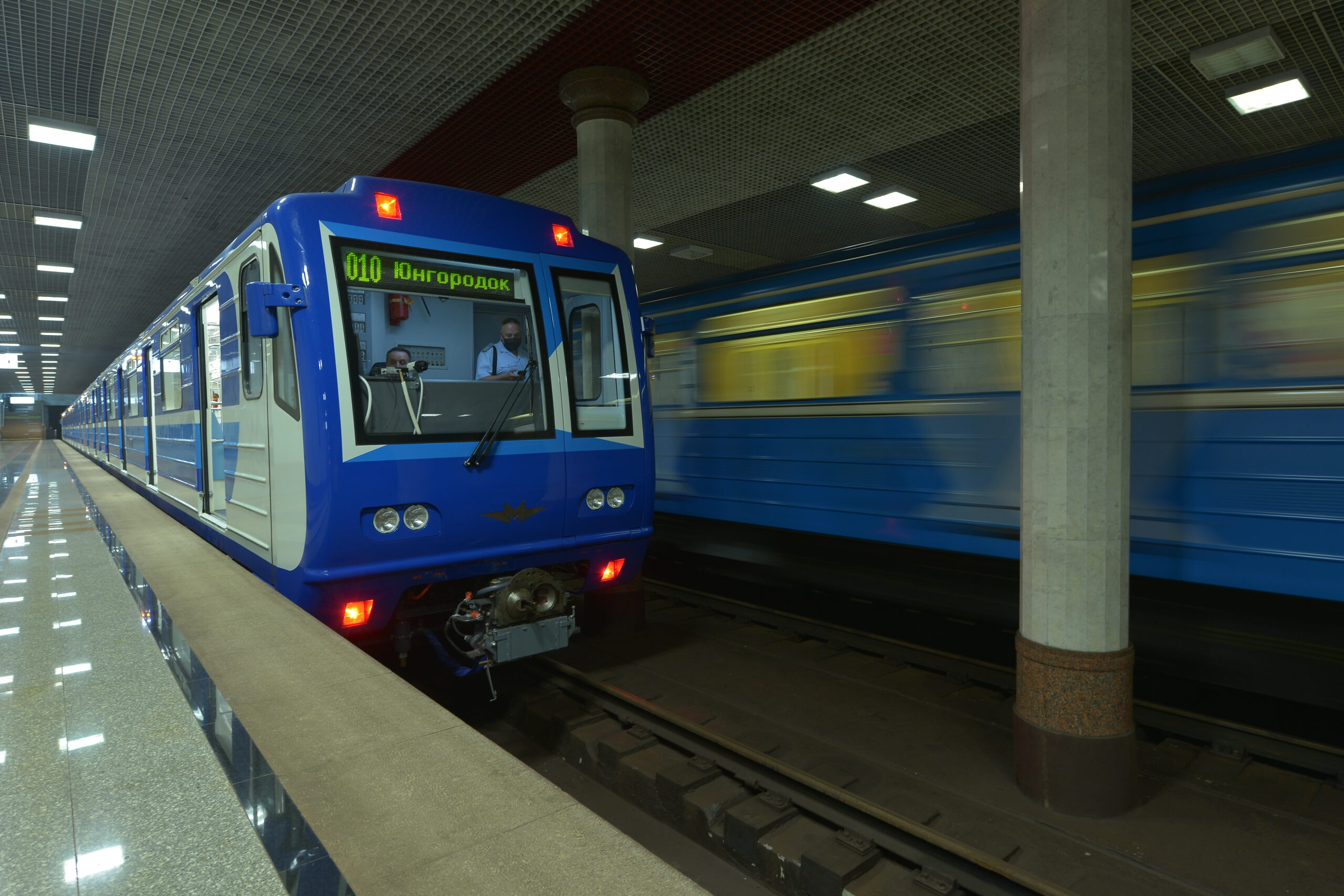
81-717.6/714.6

薩馬拉地鐵由四節車廂、地鐵車輛機械製造廠 (OAO)製造的地鐵81-717/714型電力動車組列車服務，薩馬拉營運的子型號包括81-717/714、81-717.5/714.5和81-717.6/714.6 。最初引入81-717/714，1992年購入81-717.5/714.5，此後到2019 年沒有購買新的地鐵列車，2019年10月28日簽訂81-717.6/714.6列車供貨協議，列車於2020年3月交付。

## 營運

### 營運時間
薩馬拉地鐵運營時間為每天6：00至隔日0：00。在市中心舉行重大節假日時，阿拉賓斯卡亞站會提前關閉，以減少列車班距，緩解旅客人潮。列車班距為9-10分鐘，6：00到7：00和21：00之後，班距增加為10-11分鐘。

### 票價
薩馬拉地鐵的票價因付款方式而異。使用在售票處購買的塑料代幣單程票為35盧布，如果使用交通卡為32盧布，學生持學生卡為17盧布。薩馬拉地鐵對超過一定尺寸的行李收取運費，運費同行李持有人，即須支付2倍票價。

## 未來計畫

薩馬拉計劃中的地鐵網絡圖

薩馬拉最初計畫建設3條地鐵線路、33個車站，總長度41.3公里。1號線西延的劇院站於2022年1月開始建設，預計2024年開通。2號線目前正在計畫，首段最初計畫6個車站，但是2022年刪減計畫規模，其中卡爾·馬克思站為與1號線莫斯科站的轉乘站。3號線計畫跨越薩馬拉河，但2022年薩馬拉決定放棄該計劃。

## 外部連結
- Samara Metro – official website （页面存档备份，存于） （俄文）